# Hedda Morrison
Hedda Morrison, née le 13 décembre 1908 à Stuttgart dans l'Empire allemand et morte le 3 décembre 1991 à Canberra en  Australie, est une photographe documentaire allemande, connue notamment pour ses travaux sur la Chine, Hong Kong et Sarawak entre 1930 et 1960.

## Biographie
Elle est née en 1908 en Allemagne, dans une famille relativement aisée. Son père travaille dans une maison d'édition. Hedda Morrison a dès l'âge de 11 ans un appareil photographique entre les mains, un Brownie. Contre l'avis initial de ses parents, elle opte en 1929 pour une école enseignant la photographie, la Staatliche Fachakademie für Fotodesign München, qui s'appelait à l'époque Bäyerische Staatslehranstalt für Lichtbildwesen. Elle s'y familiarise avec le style photographique Nouveau Réalisme.
Pendant la Grande Dépression, elle travaille avec les photographes Adolf Lazi (de) et Olga Linekelman.
Avec l'arrivée au pouvoir des nazis et la Gleichschaltung, elle décide de partir en Chine en 1933, à la suite d'une annonce pour un emploi. Elle y travaille chez Hartung, un studio photographique allemand situé à Beiping, dans le quartier des légations de Pékin, ce qui lui permet de prendre de nombreuses photos avec son Rolleiflex, un appareil pour le moyen format fabriqué à Brunswick. Elle ne se considère apparemment pas comme une photojournaliste, et donne plutôt à son travail une dimension ethnographique, un de ses centres d'intérêt étant d'enregistrer des cultures traditionnelles en pleine mutation. Dans cette optique, ses sujets comprenaient des paysages, des architectures, des portraits et des objets artisanaux.
Alaister Morrison la rencontre en 1940 ; il était le fils de George Ernest Morrison, aventurier australien et correspondant du journal The Times à Beiping. Ils se marient six années plus tard et quittent la Chine, où la situation politique et économique était de plus en plus instable. Ils partent pour Hong Kong, puis Sarawak, où Morrison est nommé un représentant du gouvernement britannique dans la période turbulente où le Sarawak a été une colonie britannique. En 1976, ils s'installent à Canberra, en Australie, où elle continue à réaliser des photographies,. Elle y meurt d'un cancer en 1991, à 82 ans, presque 83,.

## Reconnaissance
Par le biais de Camera Press (en), qui gérait son travail, Edward Steichen sélectionne une de ses photos qui montrait des Dayaks pour l'exposition itinérante The Family of Man du MoMA en 1955<ref(en) « Hedda Morrison », sur MoMA</ref>. Son travail put être vu par près de 10 millions de personnes et elle enchaîne sur la publication de livres :  Sarawak (1957) et Life in a Longhouse (1962).

## Postérité
Aorès sa mort, l'Université nationale australienne, le Powerhouse Museum et la Bibliothèque nationale d'Australie lui ont consacré des expositions.
Beaucoup de ses œuvres sont archivées à Harvard–Yenching Library (en), au sein de la Bibliothèque de l'université Harvard,, à l'université Harvard et l'université Cornell.